# Mlaștinile Vlășinescu
Mlaștinile Vlășinescu alcătuiesc o arie protejată de interes național ce corespunde categoriei a IV-a (rezervație naturală de tip botanic), situată în județul Maramureș, pe teritoriul administrativ al comunei Desești.

## Localizare
Aria naturală se află în Munții Gutâi - Igniș (o grupă muntoasă a Carpaților Maramureșului și Bucovinei, aparținând de lanțul muntos al Carpaților Orientali), în partea central-nordică a județului Maramureș (în Platoul Izvoare) și cea nord-vestică a satului Mara, la o distanță de 30 de km, față de municipiul Baia Mare, lângă drumul județean  DJ183A

## Descriere
Rezervația naturală declarată arie protejată prin Legea Nr. 5 din 6 martie 2000 publicată în Monitorul Oficial al României Nr. 152 din 12 aprilie 2000 (privind aprobarea planului de amenajare a teritoriului național - Secțiunea a III-a -  arii protejate) se întinde pe o suprafață de 3 hectare.

### Biodiversitate
Aria protejată se află pe versantul nordic al Ignișului, la confluența pârâului omonim cu râul Vlășinescu și reprezintă o zonă de mlaștini oligotrofice cu o bogată floră și faună specifică turbăriilor.
Flora este constituită din arbori, arbusti și ierburi cu specii de: molid (Picea abies),  scoruș de munte (Sorbus aucuparia), mesteacăn (Betula nana) brădișor (Lycopodium selego), ferigă de mlaștină (Dryopteris cristata), trifoi de baltă (Menyanthes trifoliata), roua cerului (Drosera rotundiflora - specie insectofagă), bumbăcăriță (Eriophorum vaginatum), brădișor (Lycopodium selago) sau trifoiște (Menyanthes trifoliata). 
Fauna este reprezentată de specii de reptile (viperă - Vipera berus), amfibieni (salamandră carpatică - Triturus montondoni) și batracieni (buhai de baltă cu burtă galbenă Bombina veriegata, specie aflată pe Lista roșie a IUCN.

## Atracții turistice

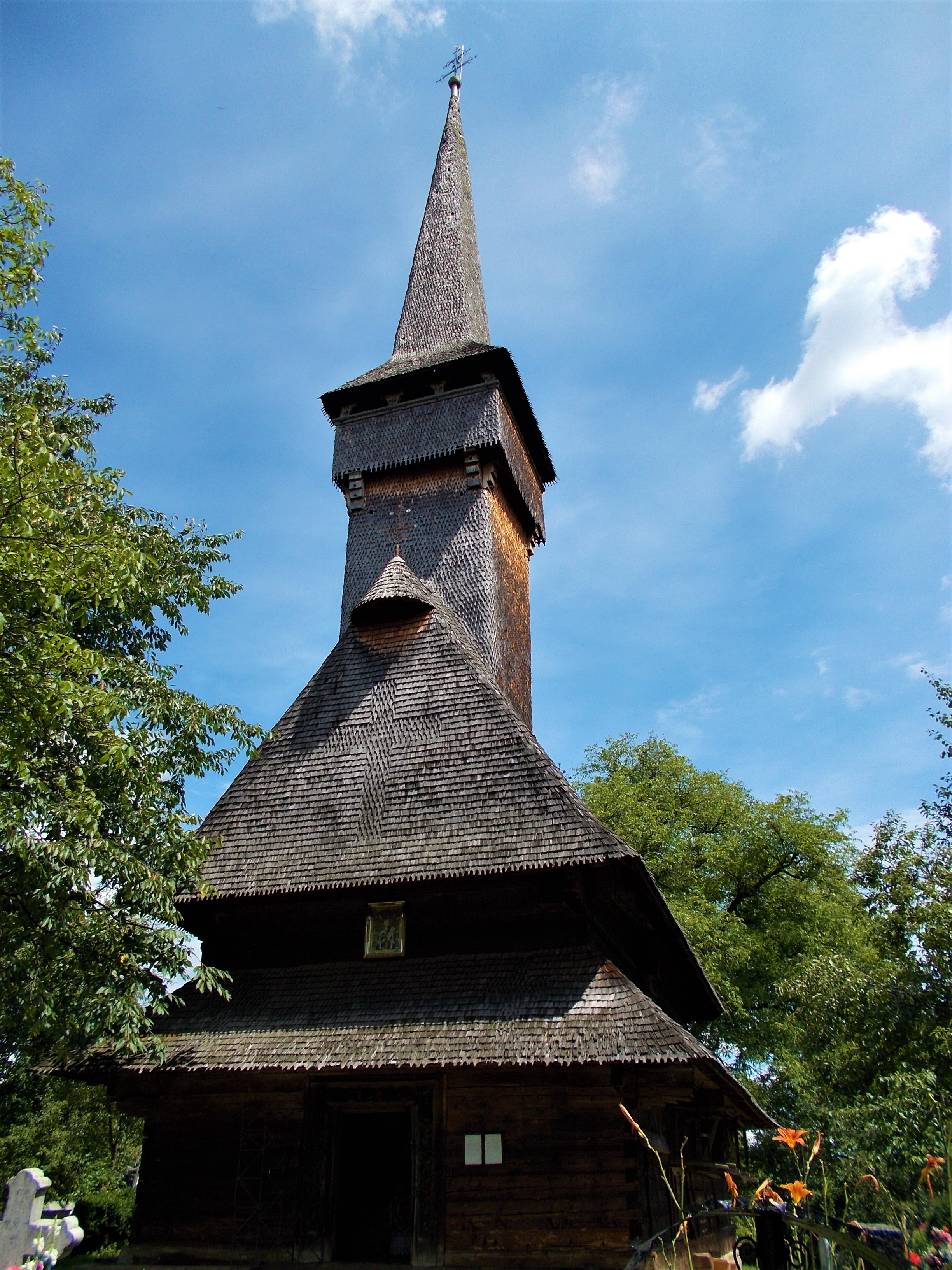
Biserica de lemn din Desești

În vecinătatea rezervației naturale se află mai multe obiective de interes turistic (lăcașuri de cult, monumente istorice, arii protejate, zone naturale), astfel:
- Biserica de lemn „Sf. Paraschiva” din Desești construită în secolul al XVIII-lea și inclusă în decembrie 1999 pe lista Patrimoniului Mondial UNESCO împreună cu alte șapte biserici din județul Maramureș.
- Biserica de lemn din Hărnicești, construcție 1700, monument istoric. Lăcașul de cult are hramul „Nașterea Maicii Domnului”
- Rezervația naturală Mlaștina Iezerul Mare (0,5 ha)
- Aria protejată Creasta Cocoșului (50 ha)
- Cheile Tătarului, Munții Gutâi, arie naturală de tip hidro-geologic (15 ha)
- Munții Igniș